# Spaanse Sahara

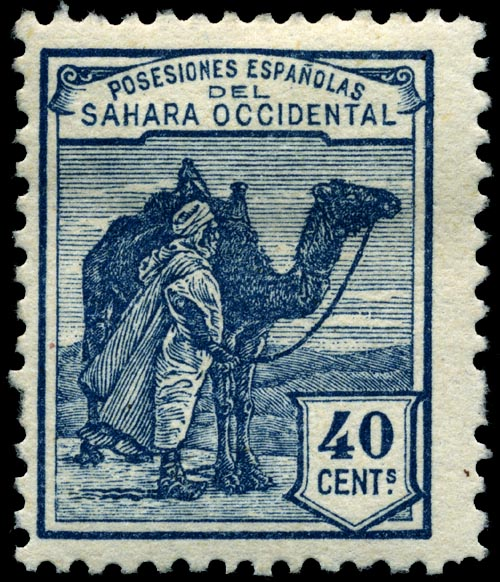
Postzegel uit 1924 van Posesiones Españolas del Sahara Occidental.

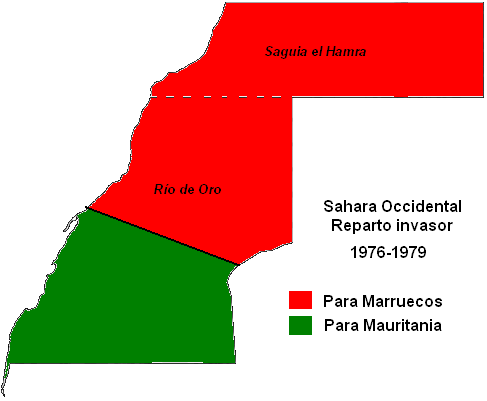
Verdeling van de Tweede Spaanse Sahara in 1976 in een Marokkaans en een Mauretaans deel.

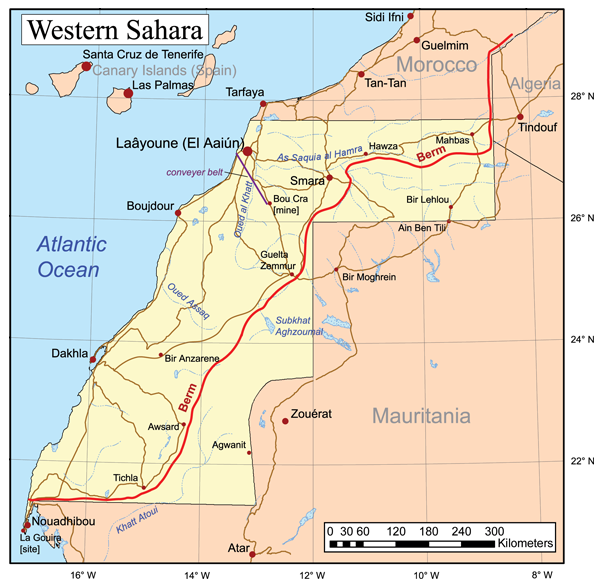
Kaart van de Westelijke Sahara met de 'berm' als de scheidingsbarrière tussen Marokkaans en Polisario-gebied.

De Spaanse Sahara (Spaans: Sahara Español) is de benaming voor een Spaanse kolonie in Noordwest-Afrika tussen 1924 en 1976, die nu overeenkomt met de Westelijke Sahara. De Spaanse Sahara werd in 1924 opgericht als de Spaanse bezittingen in de Westelijke Sahara (Posesiones Españolas del Sahara Occidental) door het samenvoegen van het zuidelijke Río de Oro (verworven in 1884) en het noordelijke Saguia el Hamra (verworven in 1904). Vanaf 12 januari 1958 was het gebied een overzeese provincie van Spanje onder de naam Overzeese Provincie Spaanse Sahara (Provincia ultramarina del Sahara Español). Op 14 november 1975 gaf Spanje de soevereiniteit over zijn gebied op.

## Geschiedenis

### Kolonisatie
De Spaanse Sahara kwam voort uit de Spaanse kolonisering van delen van Marokko tussen 1859 en 1916 in het kader van de Scramble for Africa. In 1884 verkreeg Spanje delen van de huidige Westelijke Sahara bij de Koloniale Conferentie van Berlijn en begon met de kolonisering door het stichten van handelsposten en militaire steunpunten aan de kust. Het gebied stond van 1884 tot 1903 onder jurisdictie van de Canarische Eilanden. In de zomer van 1886 werd een door het Spaans Geografisch Gezelschap (Sociedad Española de Geografía Comercial) gesponsorde expeditie naar Río de Oro ondernomen onder leiding Julio Cervera Baviera, Felipe Rizzo (1823-1908) en Francisco Quiroga (1853-1894), waarbij topografische en astronomische waarnemingen werden verricht in een gebied dat nog nauwelijks bekend was bij Europese geografen.
De lokale Sahrawi-bevolking was sterk tegen de Spaanse aanwezigheid, hetgeen onder andere tot uiting kwam in de opstand van maraboet-sjeik Ma al-Aynayn in 1904, die pas na Franse hulp in 1910 wordt neergeslagen. Zijn zonen, kleinzonen en andere politieke leiders zetten de opstand echter voort en het duurde nog tot 1934 alvorens Spanje -wederom met Franse hulp- ook het binnenland onder controle kreeg door de verovering van de stad Smara. In dat jaar kreeg de Spaanse Sahara een eigen gouverneur-generaal. De grenzen van het gebied werden begin 20e eeuw vastgelegd tussen Spanje en Frankrijk.

### Eerste Spaanse Sahara
In 1924 werd de kolonie Posesiones Españolas del Sahara Occidental (Spaanse bezittingen in de Westelijke Sahara) opgericht die het zuidelijke Río de Oro (verworven in 1884) en het noordelijke Saguia el Hamra (verworven in 1904) verenigde. Het direct ten noorden ervan gelegen Kaap Juby (Cabo Juby) vormde een apart protectoraat.

### Spaans West-Afrika
In 1946 werd de Spaanse Sahara weer opgeheven en werden de beide onderdelen tot aparte districten van het territorium Spaans West-Afrika gemaakt. In de tweede helft van de jaren 1950 kwam de Spaanse kolonie echter steeds meer onder druk te staan vanwege de onafhankelijkheid van Marokko in 1956. Dit land eiste zijn voormalige gebieden terug en zette een Leger van Bevrijding (jayshu-t-tahrīr) op, dat in oktober 1957 de Ifni-oorlog startte om de exclave Ifni van Spaans West-Afrika te veroveren. Dit werd slechts met moeite voorkomen. De koning van Marokko hernoemde het leger tot "Saharaans Bevrijdingsleger" en zette de strijd voort. Begin 1958 werd Spaans West-Afrika opgeheven.

### Tweede Spaanse Sahara
De Spaanse Sahara werd in 1958 opnieuw opgericht, ditmaal als een provincie (provincia ultramarina del Sahara Español). Ifni, waar vanuit de Spaanse Sahara werd bestuurd, werd door Franco tot een overzeese provincie gemaakt om het voortdurende protest vanuit de Verenigde Naties over de dekolonisatie te doen stoppen. Om verdere opstanden onder de Sahrawi-bevolking te voorkomen, werd een harde politiek van vergelding ingezet tegen de plattelandsbevolking, waarbij enerzijds veel van de nomadische bedoeïenen gedwongen werden zich te vestigen in de steden (waarmee ook de verstedelijking werd opgevoerd) en anderzijds een groot aantal van hen de grens met Marokko over werd gezet. In een poging om meer greep te krijgen op de Sahrawiaanse bevolking werd de oude institutie van de Djema'a's (stambesturen) in mei 1967 heropgezet, waarbij de leden werden verkozen, nadat ze vooraf waren gescreend door de Spaanse autoriteiten. De Djema'a's hadden weinig politieke macht, maar werden soms om advies gevraagd door de Spaanse militaire gouverneurs en mochten afgevaardigden sturen naar Madrid. Hun werkelijke functie was echter het ophouden van het idee onder de bevolking dat ze werden vertegenwoordigd, terwijl in werkelijkheid de Spaanse regering aan de touwtjes trok.
Marokko behield zijn claims op de Spaanse Sahara en wist ervoor te zorgen dat het gebied op de lijst van koloniën kwam te staan die zouden worden ontmanteld. In 1969 werd Ifni overgedragen aan Marokko. In hetzelfde jaar werd de (aanvankelijk geheime) geweldloze organisatie Harakat Tahrir (Beweging voor de Bevrijding van de Saguia el Hamra en Río de Oro) opgericht door de nationalistische Sahrawi-leider Muhammad Bassiri, die een jaar later deelnam aan protesten op 17 juni 1970 voor de stopzetting van de Spaanse bezetting. De demonstratie werd echter bloedig neergeslagen door het Spaans Buitenlands Legioen en leider Bassiri "verdween". Deze gebeurtenissen worden door de Sahrawi aangeduid als de Zemla Intifada. Deze gewelddadige reactie leidde ertoe dat de tegenstanders de oplossing begonnen te zoeken in gewapend verzet, wat uitmondde in de oprichting van het Front Polisario, een gewapende rebellenbeweging, die haar toevlucht zocht in guerrilla-tactieken. Het Polisario-leger groeide snel uit tot een legertje van maximaal ongeveer 800 mannen en vrouwen (met een achterliggend groter netwerk) en richtte zijn aanvallen op geïsoleerde posten van het Spaanse Leger en de Tropas Nómadas in het binnenland, waarmee de Westelijke Saharaoorlog (die tot 1991 zou voortduren) begon. Reeds in 1975 leidde dit ertoe dat groepen Tropas Nómadas overliepen naar de Polisario en Spanje in toenemende mate de controle over grote delen van het woestijnachtige binnenland volledig kwijt raakte. Een poging van Spanje om in 1974 een nieuwe tegenbeweging op te zetten met de naam Sahrawiaanse Nationale Eenheidspartij (oorspronkelijk Partij van de Revolutionaire Vooruitgang genoemd), om de Sahrawi's weer te winnen, leidde tot weinig succes. De partij, die als enige was toegestaan naast de regerende Falange en waarin de Djema'a's grotendeels opgingen, werd geleid door de pro-Spaanse Khelli Henna Ould Rachid (later pro-Marokkaans), maar wist nauwelijks indruk te maken en begon bovendien tegen 1975 zelf ook naar onafhankelijkheid te streven.

### Het proces rond de opheffing
Spanje kwam tot de overtuiging dat de Spaanse Sahara verloren was en nam het besluit om zich uit het gebied terug te trekken. Dit besluit werd waarschijnlijk versneld door de val van de Portugese Estado Novo-regering na de -onder de Portugese bevolking zeer onpopulaire- Portugese Koloniale Oorlog (1961-1974). Een andere reden was dat Franco in slechte gezondheid begon te verkeren en de Spaanse regering een uitweg zocht uit het uitzichtloze conflict.
De beide buurlanden, Marokko en Mauritanië, zetten druk op de Spaanse regering, daar zij het gebied beschouwden als een "historisch onderdeel" van hun landen. Marokko vroeg het Internationaal Gerechtshof van de Verenigde Naties om raad om de legale status van zijn claims te onderzoeken. De VN stuurde een missie onder leiding van de Ivoriaanse politicus Simeon Aké om de wensen van de bevolking te onderzoeken. Deze missie kwam in haar rapport op 15 oktober 1975 tot de conclusie dat een "overweldigende meerderheid" van de bevolking voor onafhankelijkheid was en dus geen aansluiting wenste bij een van beide landen. Daarbij verklaarde zij dat de Polisario de grootste steun had onder de bevolking. Polisario vergrootte zijn diplomatieke kracht verder door op 12 oktober 1975 een conferentie in de Mauritaanse stad Ain Ben Tili te organiseren, waarbij ze zich wist te verzekeren van de steun van de belangrijkste Sahrawi-stammen en een aantal Djema'a-oudsten (die daarvoor pro-Spaans waren geweest) in de afkeuring van de aankomende Marokkaanse en Mauritaanse invasies.
Op 16 oktober kwam het Internationaal Gerechtshof met zijn uitspraak. In tegenstelling tot wat Marokko en Mauritanië hadden gehoopt oordeelde het hof dat de historische banden van beide landen met het gebied hen niet het recht op het gebied gaven. Ook oordeelde ze dat het concept van terra nullius (land dat eigendom van niemand is) niet van toepassing was op de Spaanse Sahara, maar dat de Sahrawi-bevolking als rechtmatige inwoners van het gebied het recht van zelfbeschikking hadden. Om dus een wettelijke status voor het gebied te krijgen, moest voor elke wijziging (bijvoorbeeld annexatie/onafhankelijkheid) eerst de expliciete goedkeuring van de bevolking worden verkregen. Zowel Marokko als Mauritanië weigerden deze conclusies te accepteren en op 31 oktober zette Marokko de eerste stap door zijn leger de Westelijke Sahara in te sturen om posities van de Polisario aan te vallen. Marokko ging echter wel door met de onderhandelingen met Spanje, daar het een bilateraal verdrag wilde om toch enige wettelijke status aan het gebied te kunnen ontlenen.

### Groene Mars en Madridakkoorden
Om Spanje onder druk te zetten riep de Marokkaanse koning Hassan II op 6 november 1975 de "Groene Mars" uit, waarbij 320.000 ongewapende Marokkanen en 30.000 bewapende soldaten zich bij de stad Tarfaya verzamelden. Deze waren in de maand ervoor uit alle dorpen van het land geronseld en speciaal geselecteerd op koningsgezindheid en sociale status. Zo mochten studenten niet meedoen en waren stedelingen die over het algemeen minder koningsgezind waren, ondervertegenwoordigd. De kosten voor deze grote operatie liepen in de miljoenen en werden gedeeltelijk door Saoedi-Arabië gefinancierd. De "vredestocht", onder leiding van Hassan II zelf, voerde naar het noordwesten van de Westelijke Sahara, waar de Spaanse soldaten al enige plaatsen hadden geruimd. Deze locatie werd gekozen omdat de kans op aanvallen door de Polisario vanuit Algerije daar kleiner was. Inderdaad kwam het slechts tot sporadische aanvallen. De betogers keerden terug maar het Marokkaanse leger bleef achter in de plaatsen die werden bezocht.
De Spaanse overheid ging overstag en een paar dagen later, op 14 november werden de Madrid-akkoorden gesloten tussen Spanje, Marokko en Mauritanië hoewel Algerije een paar dagen ervoor nog had gepoogd om Mauritanië als mede-socialistische staat ervan te weerhouden zaken te doen met het westerse Marokko. Bij de Madrid-akkoorden werd besloten dat Marokko twee derde van het gebied toebedeeld zou krijgen en Mauritanië een derde. Spanje kreeg in ruil voor het afstaan van het gebied fosfaat- en visconcessies. De Sahrawiaanse bevolking werd niet gevraagd om haar oordeel en Polisario boycotte de bijeenkomst.

### Overdracht en nasleep
Op 26 februari gaf Spanje formeel de macht in handen van de Marokkaanse regering. Een dag later riep Polisario de Arabische Democratische Republiek Sahara (SADR) uit als regering in ballingschap en formele vertegenwoordiger van het gebied. Marokkaanse en Mauritaanse troepen trokken het gebied binnen en bezetten het. De Mauritaanse regering hernoemde haar deel tot Tiris al-Gharbiyya (en beschouwde het als historisch Bilad Chinguetti; het "land van Chinguetti"), maar Polisario vond in het zwakke Mauritaanse leger een makkelijke prooi. Bovendien zette ze de in Mauritanië woonachtige Shrawi's op tegen de regering aldaar. Dit leidde tot een aanval op de Mauritaanse hoofdstad Nouakchott en uiteindelijk volgde een militaire coup. De nieuwe regering erkende de SADR en trok haar troepen in 1979 terug. Marokko zag zijn kans en bezette ook dit gebied, inclusief het westelijk deel van wat nu Ras Nouadhibou wordt genoemd. Tussen 1981 en 1987 bouwde de Marokkaanse regering de Marokkaanse barrière (de 'berm') om de Polisario buiten haar gebieden te houden. De gebieden zijn tot op heden bezet door Marokko, dat het de Marokkaanse "Zuidelijke Provincies" (of Marokkaanse Sahara) noemt. Dit zijn Guelmim-Es Semara (omvat ook een deel van Zuid-Marokko), Laâyoune-Boujdour en Polisario beheerst een aantal vooral onbewoonde gebieden (de Vrije Zone, opgericht in 1991) en heeft zijn (naar eigen zeggen interim-)hoofdstad in Bir Lehlou, maar de beweging heeft haar hoofdbasis in de Algerijnse provincie Tindouf.